# Zgornje Laze
Zgornje Laze este o localitate din comuna Gorje, Slovenia, cu o populație de 62 de locuitori.